# オレん家のフロ事情
『オレん家のフロ事情』（オレんちのフロじじょう）は、いときちによる日本の漫画作品。『月刊コミックジーン』（KADOKAWAメディアファクトリー）にて2011年7月号（創刊号）から2020年3月号まで連載された。略称は『オレフロ』。
2014年10月より12月まで、5分枠の短編アニメとしてテレビアニメが放送された。
2022年に台湾での実写ドラマ化が決定したことが、コミックジーン2021年12月号にて発表された。

## あらすじ
家で気ままな一人暮らしを送る男子高校生・龍己は、ある日川で行き倒れていた美青年・若狭を助けるが、実は彼は人魚だった。しかも、家の風呂を気に入り、そのまま住み着いてしまう。

## 登場人物

### 主要人物
龍己（たつみ）
声 - 島﨑信長
本作の主人公。男子高校生。クールで無表情だが、世話焼きで優しい。家事は得意。通学のため、亡き祖父母の家を借りて気ままな一人暮らしを送っていたが、若狭が住み着いてからは水道代やガス代に悩まされている。
若狭（わかさ）
声 - 梅原裕一郎
本作のもう1人の主人公。長い金髪を持つ人魚。年齢不詳。川で生き倒れていた所を龍己に助けられるが、彼の家の風呂を気に入り、そのまま住み着いてしまう。好物は、ハンバーグ。美形だが、我侭で図々しい性格。川の汚さを見たことから緑の水が嫌い。

### その他の人物
鷹巣（たかす）
声 - 鈴木達央
若狭の友人であるタコ。褐色の肌と長い赤髪に巻いたバンダナが特徴的。若狭とは半世紀以上の付き合いがある。手先が器用で、特技は修理とマッサージ。8本の足で方位を調べることができる。
三国（みくに）
声 - 花江夏樹
若狭の友人であるクラゲ。身体が99%水分でできているため、全身が半透明になっている。おっとりとした性格。
真木（まき）
声 - 津田健次郎
若狭の友人であるタニシ。ド近眼でネガティブな性格。
安賀里（あがり）
若狭のセンパイであるサメ。ジェスチャーで話をする。
五郎丸（ごろうまる）
若狭の後輩であるヒトデ。見た目は子供。くっつくのが得意。龍己のことを兄者と慕う。龍己の妹の霞に惚れている。
聡介（そうすけ）
龍己の友人で、クラスメイト。龍己が人魚と同棲していることは知らない。
霞（かすみ）
声 - 木戸衣吹
龍己の妹。家の事情で、月に1回は龍己の家で面倒を見ている。極度のブラコン。龍己以外で、若狭の存在を知る唯一の人間。
アヒルちゃん
声 - 川原慶久
龍己の家の風呂に常備しているラバー・ダック。アニメではナレーション役も務める。

## 書誌情報
- いときち『オレん家のフロ事情』KADOKAWAメディアファクトリー〈MFコミックス ジーンシリーズ〉、全8巻
  1. 2012年3月27日発売[3]、ISBN 978-4-8401-4448-3
  2. 2012年10月27日発売[4]、ISBN 978-4-8401-4745-3
  3. 2013年5月27日発売[5]、ISBN 978-4-8401-5065-1
  4. 2014年5月27日発売[6]、ISBN 978-4-04-066553-5
  5. 2014年9月27日発売[7]、ISBN 978-4-04-066864-2
  6. 2015年10月27日発売[8]、ISBN 978-4-04-067833-7
    - ドラマCD付き限定版[9]、ISBN 978-4-04-067549-7

  7. 2017年8月26日発売[10]、ISBN 978-4-04-068583-0
  8. 2020年2月27日発売[11]、ISBN 978-4-04-064350-2

## テレビアニメ
2014年10月より12月までBS11、ニコニコ動画、バンダイチャンネル他にて、5分枠の短編アニメとして放送。

### スタッフ
- 原作 - いときち
- 監督 - 青井小夜
- シリーズ構成・脚本 - 綾奈ゆにこ
- キャラクターデザイン・総作画監督 - 羽田浩二
- 美術監督 - 永吉幸樹
- 美術設定 - 佐藤正浩
- 色彩設計 - 小鹿絵里
- 撮影監督 - 藤坂めぐみ
- 編集 - 齋藤朱里
- 音響監督 - 小泉紀介
- 音楽 - 水谷広実
- 音楽制作 - ROCKMAN
- エグゼクティブプロデューサー - 原田浩介
- プロデューサー - Adil Tahir、竹田篤志
- アニメーションプロデューサー - 松橋厚至、鈴木公尚
- アニメーション制作 - 旭プロダクション
- 製作 - オレフロ製作委員会

### 主題歌
「致命傷」
摩天楼オペラによるオープニングテーマ。作詞は苑、作曲は彩雨。

### 各話リスト
| 話数   | サブタイトル               | 絵コンテ | 演出     | 作画監督            |
| ------ | -------------------------- | -------- | -------- | ------------------- |
| 第1話  | ウチのフロの特殊な事情     | 青井小夜 | 青井小夜 | 羽田浩二            |
| 第2話  | オレん家の切実な家計事情   | 青井小夜 | 柳瀬雄之 | 羽田浩二            |
| 第3話  | 若狭のトモダチ事情・鷹巣編 | 青井小夜 | 青井小夜 | 羽田浩二 重松佐和子 |
| 第4話  | 若狭のトモダチ事情・三国編 | 青井小夜 | 青井小夜 | 羽田浩二            |
| 第5話  | オレん家のハロウィン事情   | 青井小夜 | 平向智子 | 青木真理子 羽田浩二 |
| 第6話  | オレん家の泡事情           | 青井小夜 | 平向智子 | 徳田夢之介 羽田浩二 |
| 第7話  | オレん家の兄妹事情         | 青井小夜 | 大塚隆寛 | 川崎愛香 羽田浩二   |
| 第8話  | いまどき男子の流行事情     | 柳瀬雄之 | 大塚隆寛 | 南伸一郎 羽田浩二   |
| 第9話  | ハダカのお付き合い事情     | 柳瀬雄之 | 平向智子 | 小谷杏子 羽田浩二   |
| 第10話 | 若狭のトモダチ事情・真木編 | 柳瀬雄之 | 平向智子 | 菊田史子 羽田浩二   |
| 第11話 | オレん家のフロ事情☆七変化  | 青井小夜 | 青井小夜 | 小谷杏子 羽田浩二   |
| 第12話 | 若狭のおるすばん事情       | 青井小夜 | 青井小夜 | 松尾亜希子 羽田浩二 |
| 第13話 | 若狭のおしごと事情         | 青井小夜 | 青井小夜 | 羽田浩二            |

### 放送局
| 放送地域 | 放送局 | 放送期間                 | 放送日時               | 放送系列 | 備考         |
| -------- | ------ | ------------------------ | ---------------------- | -------- | ------------ |
| 日本全域 | BS11   | 2014年10月6日 - 12月29日 | 月曜 23:54 - 火曜 0:00 | BS放送   | 『ANIME+』枠 |

| 放送地域 | 放送局             | 放送期間        | 放送日時                   | 放送系列   | 備考 |
| -------- | ------------------ | --------------- | -------------------------- | ---------- | ---- |
| 日本全域 | ニコニコチャンネル | 2014年10月7日 - | 火曜 22:00 更新            | ネット配信 |      |
| 日本全域 | バンダイチャンネル | 2014年10月8日 - | 水曜 0:00（火曜深夜） 更新 | ネット配信 |      |

### DVD
2015年3月13日にムービックより全13話を収録したDVD通常版（MOVC-48）・特装版（MOVC-49）が発売された。